# استین‌ویکرلاند
استین‌ویکرلاند (به هلندی: Steenwijkerland) یک شهرستان در هلند است که در افریسل واقع شده‌است. استین‌ویکرلاند ۵ متر بالاتر از سطح دریا واقع شده‌است.